# ディアーダ・ナシウナル・ダ・カタルーニャ
ディアーダ・ナシウナル・ダ・カタルーニャ（カタルーニャ語: Diada Nacional de Catalunya, [diˈaðə nəsiuˈnaɫ də kətəˈɫuɲə]）は、毎年9月11日であり、カタルーニャ州における祝祭日である。単なるディアーダ(カタルーニャ語: Diada)だけでもこの祝祭日を指す。日本語ではカタルーニャ国民の日やカタルーニャの日やディアダなどと表記される。

## 背景
18世紀初頭のスペイン継承戦争でカタルーニャ君主国はスペイン帝国と戦って敗れた。バルセロナが包囲されてから14か月後、1714年9月11日についにカタルーニャ地方の主都バルセロナが陥落し、1716年のヌエバ・プランタ勅令によってカタルーニャは自治権を喪失した。公的な場でのカタルーニャ語の使用禁止など、カタルーニャは中央政府に様々な報復措置を受けた。バルセロナ陥落の日を由来として、1886年9月11日に初めてカタルーニャ国民の日が記念された。一般的には戦勝日や独立日が国民の祝日となるが、カタルーニャでは過去の屈辱を忘れないために陥落日が国民の祝日となったのである。スペイン内戦後の1939年にはフランコ独裁政権によってこの記念日は抑圧されたが、民主化移行期の1980年にカタルーニャ州政府によって復活した。

## 行事
毎年9月11日のカタルーニャ国民の日、カタルーニャ独立を標榜する組織や独立を志向する政党は、スペイン継承戦争時にスペイン帝国のフェリペ5世軍に対抗するカタルーニャ軍の総司令官だったラファエル・カザノバとジュゼップ・ムラゲス・イ・マス将軍の銅像に花束を捧げる。カタルーニャ民族主義者はデモ行進を組織し、バルセロナのフサール・ダ・ラス・ムレラス広場でスペイン継承戦争の英雄を追悼する。バルセロナ以外のカタルーニャの村々でも文化行事が行われ、多くの市民がサニェーラ（カタルーニャ旗）やアスタラーダ（カタルーニャ独立旗）を揺らす。

### 近年の行事
2006年にはカタルーニャを「nation」と定義した新たなカタルーニャ自治憲章が承認されたが、2010年にはスペイン憲法裁判所がこの自治憲章の一部を違憲であるとし、違憲判決が近年の独立運動に火を付けた。

#### ヨーロッパの新国家、カタルーニャ（2012年）
2012年9月11日にはカタルーニャ国民会議(ANC)がバルセロナ中心部で、「ヨーロッパの新国家、カタルーニャ」をスローガンとする大規模な独立デモを組織した。カタルーニャ各地から約150万人が参加した。
このデモの参加者の大半は政治活動家などではない一般市民だったことが最大の特徴である。カタルーニャ史学者の田澤耕は杖をつく高齢者、お腹の大きな妊婦、子どもを肩車した父親、木陰でおむつを替えたり授乳したりする母親などの姿があったとしている。このデモは近年初の大規模民族主義デモであり、その規模の大きさが世界中でニュースとなった。日本ではNHK BS1の国際報道番組「ワールドWave」でデモの特集が組まれている。このデモによってカタルーニャ独立の機運が高まり、アルトゥール・マス首相率いるカタルーニャ州政府は州議会選挙を2年近く前倒しして実施し、独立の賛否を問う住民投票の実施に向けて本格的に動きはじめた。

#### カタルーニャ独立への道（2013年）
2013年9月11日には「カタルーニャ独立への道」というデモが組織された。これはバルト三国がソビエト連邦から独立を果たした際に行った人間の鎖に類するものだった。約160万人のカタルーニャ市民がカタルーニャ旗を掲げながら、バルセロナ陥落の1714年に因んで17時14分に手を繋ぎ合った。スペイン＝フランス国境をわずかに超えた北カタルーニャの村を北端とし、カタルーニャ州＝バレンシア州境までの約400キロメートルを結んでいる。

#### カタルーニャの道2014（2014年）
2014年のディアーダは1714年から300年の節目の年であり、9月11日には「V」字状に交差するバルセロナのカタルーニャ議会大通りとディアグナル通りにおいて、「勝利」(victòria)、「投票」(votar)、「意志」(voluntat)などを意味する「V」字を作るデモ「カタルーニャの道2014」に180万人以上が参加した。単に「V」の人文字を作っただけではなく、サニェーラと同じ「黄色地に4本の赤線」の「V」字を作っている。人文字に参加したいカタルーニャ市民は事前登録を行い、「Ara és l’hora」（今こそその時だ）と書かれた黄色または赤色のTシャツを購入し、指定された時刻に指定された場所に並ぶという、極めて組織的で秩序だったデモだった。
11月9日に非公式に行われた独立住民投票では、カタルーニャの独立を支持する投票が80%以上を占めた。

#### カタルーニャ共和国への自由の道（2015年）
「カタルーニャ共和国」の成立を目指して2015年9月11日に開催されたデモには約180万人が参加した。30か国から著名人が招待されたほか、各国に移民したカタルーニャ系人も参加するという国際的性格を持ったデモだった。

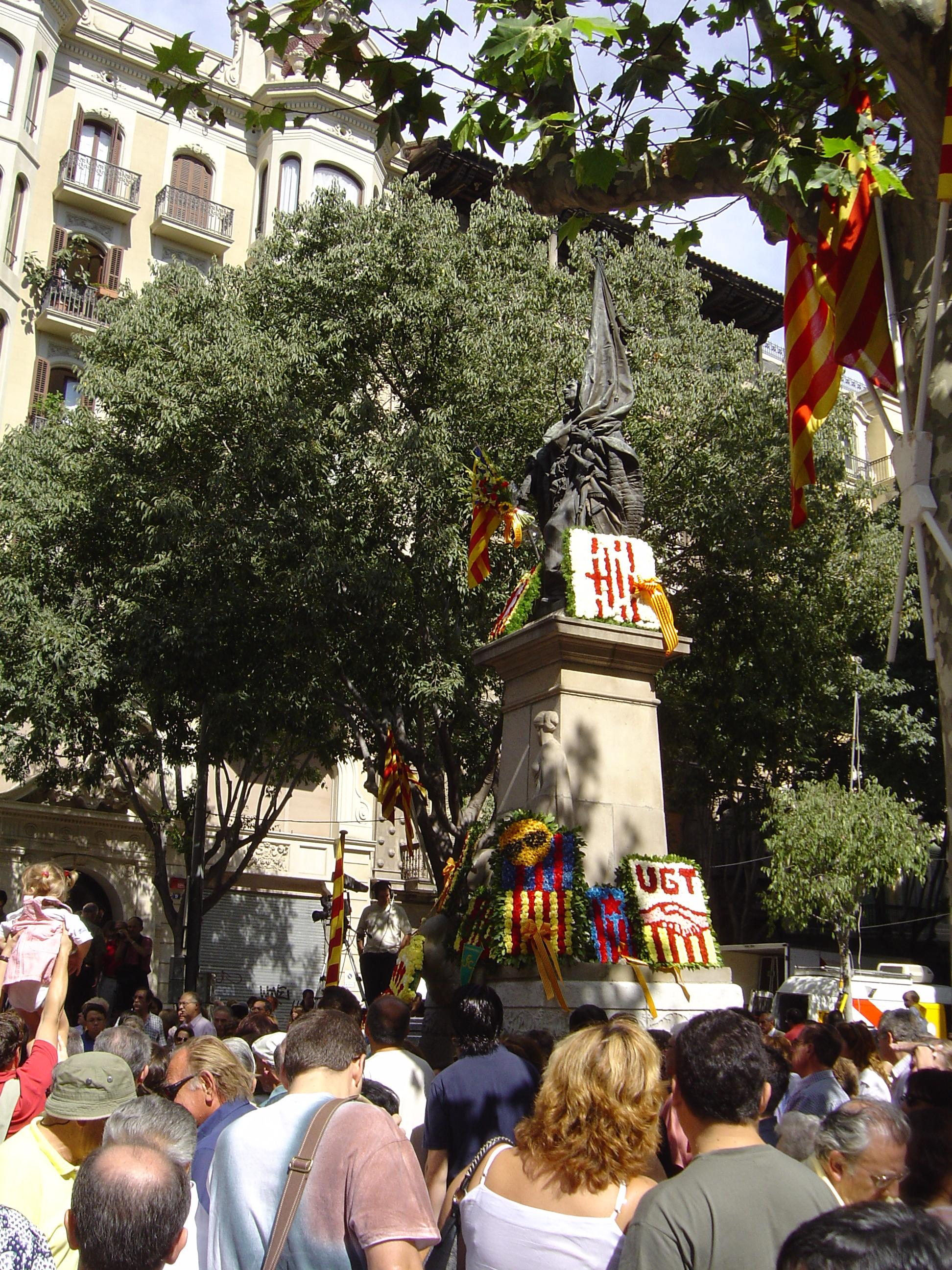
バルセロナ包囲の際にカタルーニャ軍を率いたカザノバの銅像
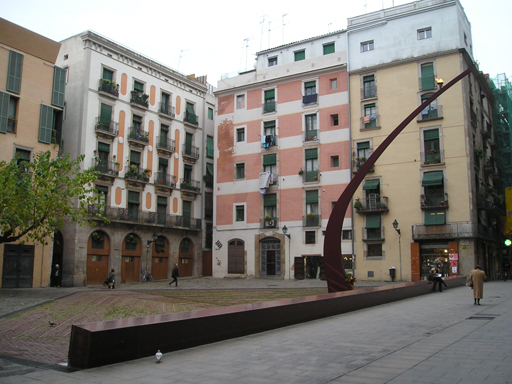
バルセロナのフサール・ダ・ラス・ムレラス広場
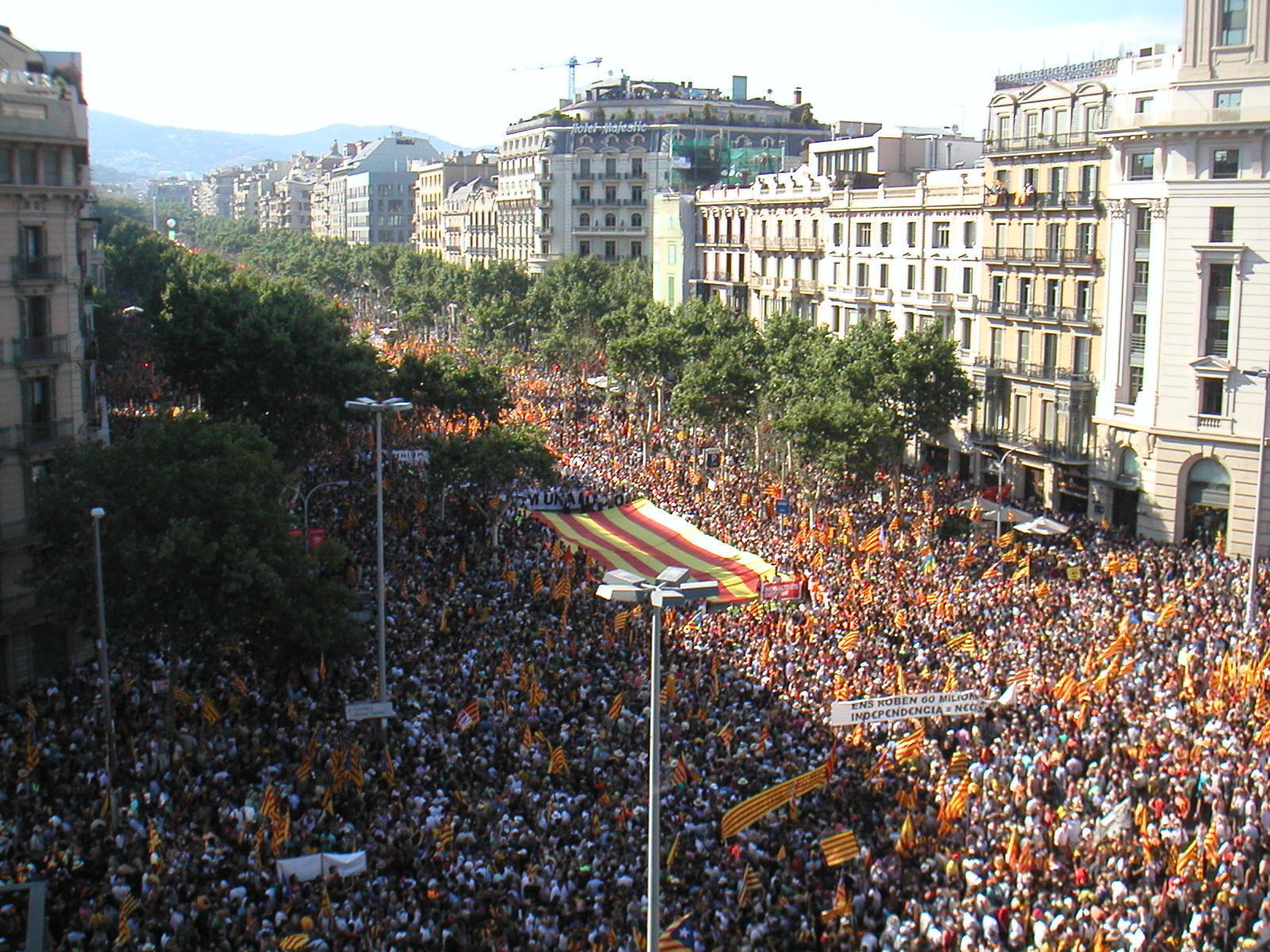
「ヨーロッパの新国家、カタルーニャ」（2012年）
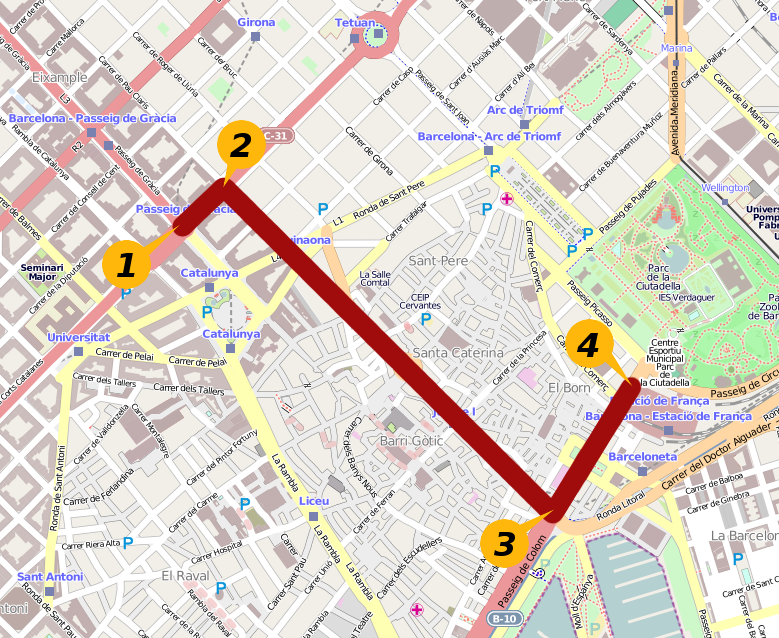
2012年のデモのコース
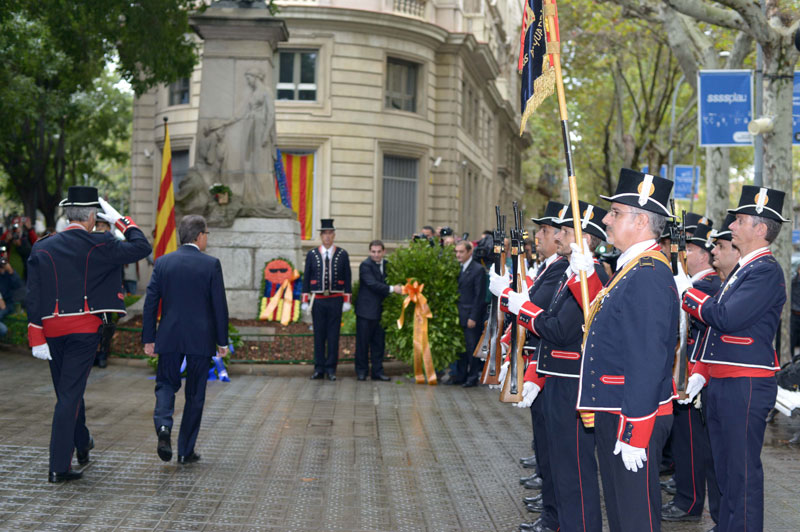
カザノバの銅像に花束を捧げるマス首相（2013年）
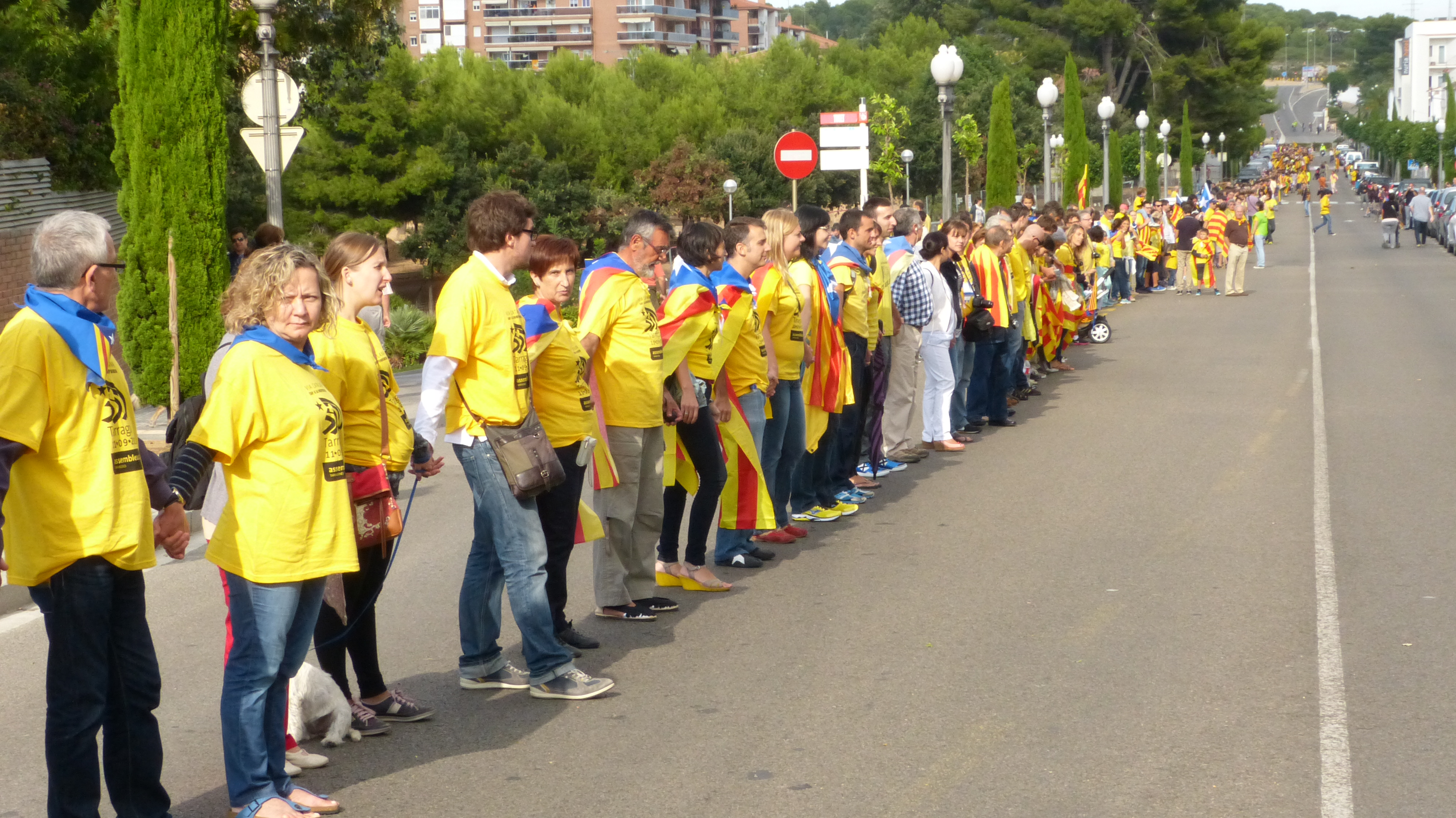
「カタルーニャ独立への道」（2013年）
2013年にカタルーニャ州を縦断した人間の鎖
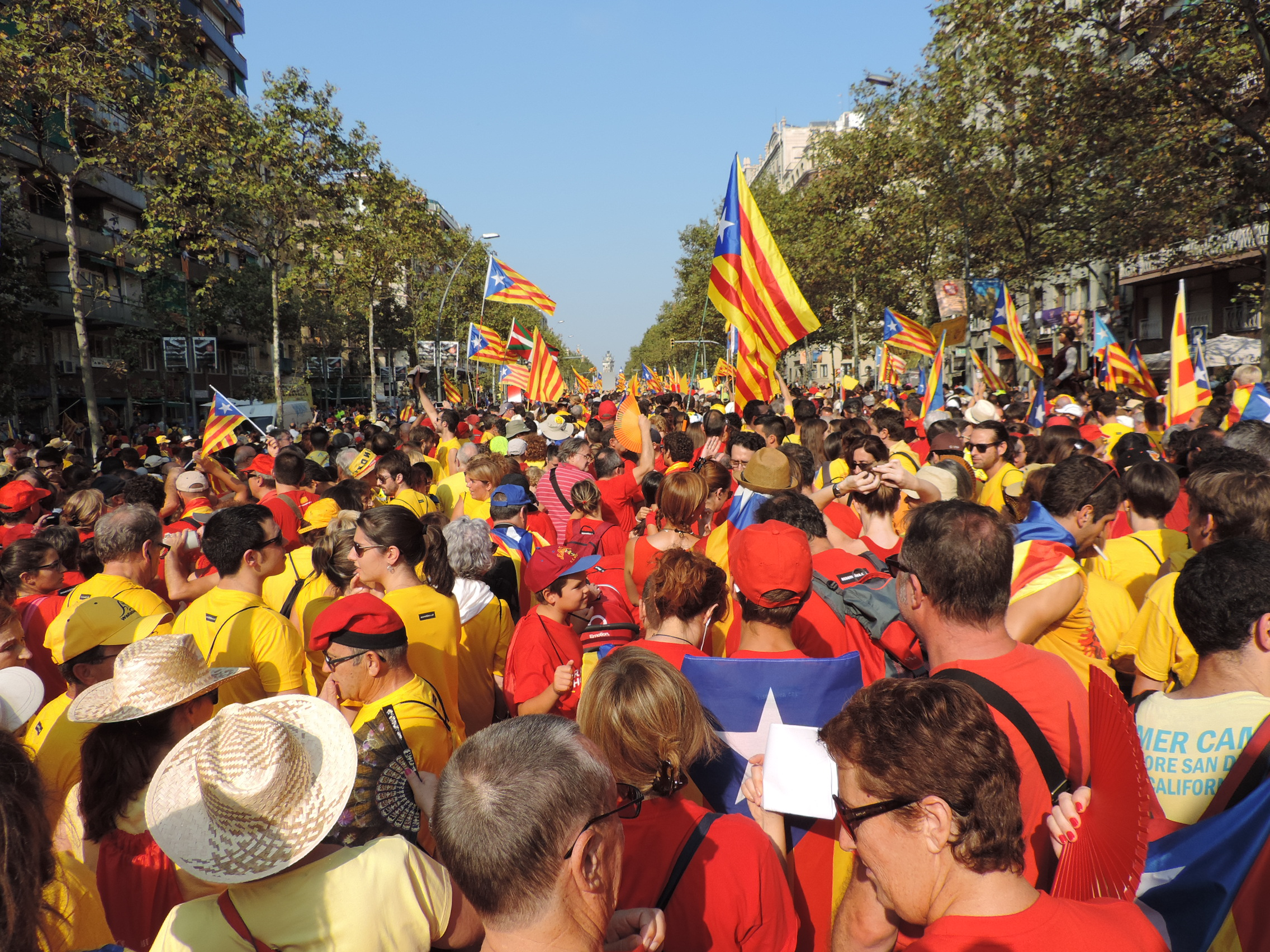
「カタルーニャの道2014」（2014年）
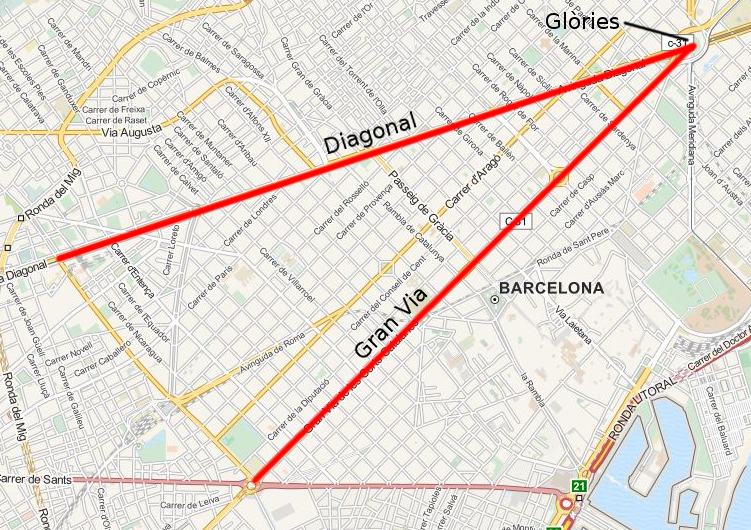
2014年に「V」の人文字を作った通り
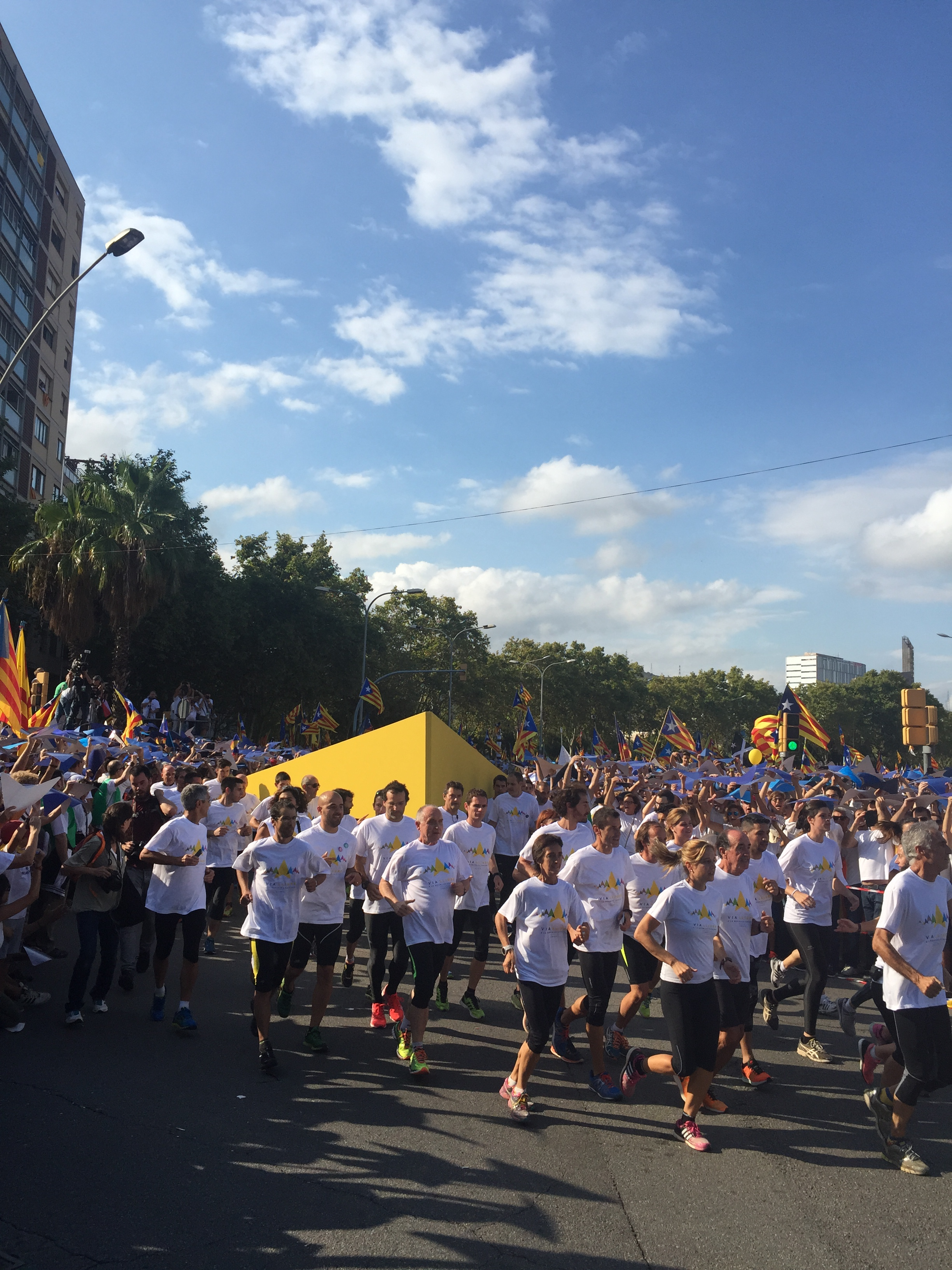
「カタルーニャ共和国への自由の道」（2015年）